# Brachystegia utilis
Brachystegia utilis Hutch. & Burtt Davy, 1923 è una pianta appartenente alla famiglia delle Fabacee (sottofamiglia Detarioideae), nativa dell'Africa.

## Distribuzione e habitat
Questa specie è segnalata in Angola, Burundi, Malawi, Mozambico, Tanzania, Zaire, Zambia, Zimbabwe.